# Dolmed
Dolmed is de hoogste van de Blauwe Bergen. Hij werd genoemd in De Silmarillion van J.R.R. Tolkien. 
De berg Dolmed was het centrum van de Dwergen gedurende de eerste era. In het noorden van de berg lag de Dwergenstad Belegost, in het zuiden de Dwergenstad Nogrod. Bij de vernietiging van Morgoth werd een deel van de Blauwe Bergen vernietigd. De berg Dolmed werd gebroken en de dwergensteden verdwenen onder de golven.